# 단일 민족 국가
단일 민족 국가(單一民族國家)란 오직 하나의 민족으로 구성된 국가라는 의미이다. 반대말은 다민족국가이다. 흔히 인종적인 분류를 가리키는 경우가 많으나 다만 타 소수민족이 존재한다고 해도 그 수가 많지 않거나, 단일의 문화, 언어, 가치관 등을 전제로 국가가 운영되는 경우에도 단일민족국가로 분류하는 것이 가능하다.

## 어휘
영어에 있어서는 단일민족국가는 Nation State에 해당된다. 이 경우의 Nation이란 문화, 언어, 가치관을 공유하는 주민집단이란 의미이다. 한국에서 민족이라는 어휘가 오늘날과 직결되는 의미로 사용된 것은 일본 메이지 시대 Nation이 국민, 또는 민족이란 한자어로 번역되고 그 어휘가 구한말 이후 한국에 유입된 것이 그 기원이라고 여겨진다.
일본에서는 Nation이 국민이라고 번역되지만 이것은 일본에서는 국가와 민족이 동일하다는 전제가 폭넓게 인정되기 때문이다. 세계적 관점에서 본다면 일본과 같은 예는 드물기 때문에, Nation이라는 단어는 일반적으로 국민이 아닌 민족의 개념으로 보는 것이 옳다. 세계에는 복수의 민족으로 구성되는 국가(예를 들어 미국, 중화인민공화국이나 아프리카 여러 나라, 남극대륙) 혹은 하나의 민족이 복수의 국가에 분포되어 있는 경우(예: 중동 아랍국가들, 중화민족 등등) 혹은 국가를 갖고 있지 않은 채 다른 여러 나라에 흩어져 있는 민족（쿠르드인, 집시）등 여러 가지 예가 존재한다. 유대인의 경우 대부분이 이스라엘이 아닌 다른 국가의 국민이다. 그 외에도 그리스의 그리스인과 키프로스의 그리스인은 별개인 국민이지만 동일한 민족이라 여겨진다. 또 아랍 민족에 의한 통일국가를 형성하려는 Arab Nationalism은 '아랍민족주의'라고 번역된다. 한민족의 경우 하나의 민족이 한반도 내에서 분단된 국가를 이루고 있고, 또한 중국의 조선족과 중앙아시아의 고려인 그리고 일본에 거주하는 재일조선인 등, 하나의 민족이 복수의 국가에 분포하는 경우에 해당한다.

## 단일민족국가의 예
단일민족성이 높은 나라들로는 대한민국, 조선민주주의인민공화국, 아이슬란드, 알바니아, 폴란드, 덴마크, 포르투갈, 아르메니아, 남태평양제도의 폴리네시아계 섬나라 등이 있다.
위와 같은 실질적인 단일민족국가가 아닌 일민족주의가 국책으로서 제정되어 있는 민족국가도 다수 존재한다. 그 극단적인 예로 들 수 있는 것은 중국으로서, 다민족국가이면서도 한족(漢族)을 포함한 복수의 민족을 중화민족이라는 관념에 의한 일민족으로 규정하는 국책을 시행하고 있다. 따라서, 중국은 중화사상에 의거한 단일민족국가라 생각하는 것도 가능하다. (중국은 티베트에의 강압 등을 행하고 있는 한편으로, 본토의 소수민족은 1가구 1자녀 정책에서 제외시키는 등의 자세도 있어, 단일민족지향의 국가라고 단정하는 것은 불가능하다는 의견도 있다)
또한 프랑스나 터키등은 민족주의가 헌법에 규정되어 있기에 비프랑스계나 비투르크계（쿠르드인）등의 이민족에 대한 동화주의가 국책으로서 장려되고 있다. 근년의 EU에서 유럽 지방언어・소수언어헌장이 작성되었지만, 프랑스의 최고재판소는 이것을 비준하는 것은 위헌이라는 판결을 내린 바 있다. 또 중동의 몇 이슬람 국가에서는 이슬람교 이외의 귀화를 인정하지 않을뿐더러, 이슬람교의 이상이 되는 아랍어 및 아랍 문화가 국정을 주도하고 있기에 민족과 종교가 융합한 단일민족국가로도 여겨지고 있다. 또 폴란드와 같이 제2차 세계대전 이전에는 독일계, 유대계, 우크라이나계의 소수민족이 다수 분포했던 다민족국가였지만, 2차 대전 당시 나치에 의한 유대인 학살, 독일계 국민의 강제추방 등으로 현재에는 폴란드 계가 97%를 점하는 단일민족국가가 되어 있는 경우도 있다. 영국은 잉글랜드 왕국이 웨일스나 스코틀랜드나 아일랜드를 흡수병합 또는 정복한 것에 의해 확대된 경위에 의해 잉글랜드의 문화를 기초로 하고 있지만, 표면상으로는, 스코틀랜드, 북아일랜드, 웨일스라는 집단이 형성한 '연합왕국'이라는 국체를 내세우고 있다. 마가릿 대처 정권 이후, 스코틀랜드나 웨일스에서는 정치적인 독립운동이 확대되었지만, 최근에는 세계금융위기의 영향으로 독립파의 영향력은 저하되고 있다.
현재는 교통과 IT, 무역의 발달, 국가간의 이주가 용이해진 탓으로 인해, 순수한 의미에서의 단일민족국가는 거의 존재하지 않는다. 예를 들면 이전에는 단일민족이었던 아랍제국은 원유발견 이후에 이슬람교계의 외국인 노동자를 받아들였기 때문에 현재 아랍제국의 다수는 단일민족국가라고 말하기 힘들다. 다만 외국인은 국내 정치에 별다른 영향을 끼치지 못하는 이방인이기 때문에 다르게 보는 시각도 존재한다. 외국인을 기준으로 다문화사회의 유무를 나누는 것은 맞지 않다는 것. 예를 들어 쿠웨이트의 전인구 300만 중 쿠웨이트 국적을 가진 사람은 100만인. 민족별 내역은 57%가 아랍계, 39%가 인도계, 나머지가 베드윈 계라고 알려져 있다.

## 쟁점
유럽사의 중세에 있어서의 전란이 종식된 이유의 하나로서 민족국가의 대두가 제시된다. 일본에서도 자주 지적되는 이론이지만, 문화나 가치관을 공유하는 공동체로서 국가가 존재하는 것은 국정의 안정에 관계가 있다고 여겨진다. 특히 아프리카 제국의 국경은 전 식민지 종주국의 편의에 의해 그어졌기 때문에 나라와 민족의 통합성이 결여되어 이것이 아프리카 제국의 정정 불안정의 한 원인이라는 것이 잘 지적되곤 한다. 특히 근대에 출현한 민주주의는 궁극적으로는 다수결 우선의 제도이기 때문에 소수민족은 압도적으로 불리한 제도로서, 이것이 소수민족의 독립운동에 관련된 내란의 원인이 되고 있다는 점도 지적된다. 또 아프리카인 노예를 다수 유입시킨 미국이나 전후에 많은 이민을 저가의 노동자로서 받아들인 유럽제국에서는 이들 소수민족의 거주지구가 상당수 슬럼화되고 있다. 높은 실업률과 범죄율에 의한 치안의 악화, 생활보호비용 지출로 인한 국가재정압박, 또 경우에 따라 대규모의 폭동이 발생하는 원인이 되기도 한다. 또한 최근의 코소보나 그루지야와 같이 이들 소수민족이 독립운동을 일으킴에 의해 국가주권이 위협받는 경우도 있다.

## 각국의 사정

### 일본
일본은 선주민족인 류큐 민족, 아이누 민족, 윌타족, 니브흐족, 오로치족 등 외에는 한반도와 중국으로부터 온 야요이족과 아이누 민족과 유사한 파생족인 조몬족과 혼혈인 야마토 민족이 인구의 대다수를 차지한다. '일민족, 일국가, 단일언어의 일본'이라는 류의 우익성향의 몰지각한 발언은 정계나 언론계에서 종종 찾아볼 수 있는 견해이다.
앞서 기술한대로 민족국가와 관련한 민족주의에 대한 혐오감도 있으며, 일본을 단일민족국가라 부르는 것 자체를 비판하는 견해도 매우 강하게 존재하는 편이다. 이 경우는 소수 존재하는 비일본민족의 존재를 지적하여 '순수'한 의미에서 일본은 단일민족이 아니라는 주장을 전개한다(한편 인구의 대다수가 야마토 민족인 일본은 '실질적인' 의미에서의 단일민족국가로서 '순수'라는 개념을 적용하여 일본이라는 국가의 단일민족성을 부정하려는 것은 옳지 않다는 반론이 있기도 하다). 이 경우에 의제가 되는 것은 주로 아이누 및 오키나와의 류큐 문화의 존재이다. 재일한국/조선인의 문제도 이 경우 제기된다.

### 대한민국
한국은 역사적으로 한민족이 압도적 다수를 차지해온 국가로 현대에 들어서도 단일민족성을 중시하는 인식이 계속되어 왔다. 한편 단일민족의식에 근거한 순혈/혼혈이라는 구분법이 인종차별의 우려를 낳는다며 국제연합 인종차별철폐위원회로부터 이를 금지할 것을 권고받기도 하였다. 다만 21세기에 들어 외국계 주민의 인구가 급증하며 빠른 변화를 겪고 있다.

### 조선민주주의인민공화국
주민의 절대다수가 한민족(조선민족)으로 이루어져 있으며, 주체사상을 비롯한 국시도 극단적인 한민족주의 및 인종주의를 따른다고 평가받는다. 2006년에는 노동당 기관지에서 남한의 다민족화를 '민족의 본질을 거세당하고 순수혈통이 더럽혀진다'며 비난하는 논평을 게재하였다.

### 중국
인구 중 주류민족인 한족의 비율이 90% 가까이 되나 여러 소수민족들이 존재하며, 중화민족이라는 상위개념으로 통합할 것을 주장한다.

## 같이 보기
- 민족
- 민족주의
- 일본의 민족문제
- 한민족
- 일본인
- 백인민족국가
- 단일민족